# Gemeinde Gottes des Weltmissionsvereins
Die Gemeinde Gottes des Weltmissionsvereins (vor 2012: Kirchengemeinde Gottes) ist eine 1964 in Südkorea gegründete synkretistische Religionsgemeinschaft mit adventistischen Wurzeln, die heute in Korea zu den „dynamischst wachsenden“ christlichen neuen religiösen Bewegungen gezählt wird. Weitere Selbstbezeichnungen sind Gemeinde Gottes, die an Mutter Jerusalem glaubt, oder auch Elohisten. Die Glaubensgemeinschaft ist nicht mit verschiedenen Freikirchen zu verwechseln, die sich ebenfalls als Gemeinde Gottes bezeichnen.
Im Zentrum der Gemeinde Gottes des Weltmissionsvereins steht ihr Gründer Ahn Sahng-hong. Er wurde posthum zum wiedergekommenen Christus erklärt. Neben Gott-Vater, von dem eine Dreiheit angenommen wird, welche sich von klassischen christlichen Trinitätslehren unterscheidet, wird eine inkarnierte Gott-Mutter verehrt. Die Ausweitung des Gottesbegriffs (z. B. durch P'ikareum) auf zeitgenössische Männer (z. B. Hwang Gukju – Jangyeon) oder Frauen (wie z. B. Lee Yusin – Wonsan Sinhaksan oder Kim Sung Do – Seongju church) folgt einer Tradition unterschiedlicher neuer religiöser Bewegungen in Korea.

## Geschichte
Die Entstehung der Bewegung fiel in die Zeit der sozialen Umstrukturierung (1960–1980), infolge der Prozesse der Demokratisierung, Urbanisierung und Industrialisierung in Korea. Als Gründer der Gemeinde Gottes des Weltmissionsvereins gilt der Koreaner Ahn Sahng-hong (auch Ahn Sang Hong oder Ahnsanghong geschrieben), koreanisch: 안상홍. Der ehemalige Buddhist wurde am 13. Januar 1918 geboren und kam 1947 in Kontakt mit der Freikirche der Siebenten-Tags-Adventisten. Ein Jahr später empfing er dort als Dreißigjähriger die Gläubigentaufe. Sehr bald nach seiner Konversion begann Ahn Sahng-hong zu predigen und christliche Literatur zu verfassen. Sowohl seine Verkündigung als auch seine Bücher bewegten sich zu diesem Zeitpunkt im Rahmen der adventistischen Endzeitlehren. Allerdings legte er eigene Terminberechnungen für das Zweite Kommen Christi vor. Dabei nannte er zunächst 1967, legte sich später jedoch auf das Jahr 1988 fest – 40 Jahre nach der Gründung des Staates Israel. Er scharte im Zusammenhang mit dieser Botschaft einen Kreis von Anhängern um sich, den er Ahn-Sahng-hong Witness Society nannte. 1962 wurde er aus der Kirche der Siebenten-Tags-Adventisten wegen theologischer Differenzen ausgeschlossen. Zwei Jahre später gründete er seine eigene Kirche: „Witnesses of Jesus Church of God“.
Am 25. Februar 1985 – drei Jahre vor dem von ihm prophezeiten Termin der Wiederkunft Jesu – verstarb Ahn Sahng-hong. Seine Anhänger deuteten seinen Tod als Himmelfahrt und begannen die Lehren ihres Meisters umzuinterpretieren. Infolge seines Todes kam es zu einer Aufspaltung der Bewegung in zwei Gruppen, die „New Covenant Passover Church of God“, sowie die hier beschriebene „World Mission Society Church of God“. Nachdem das Jahr 1988 ohne das erwartete Ereignis verstrichen war, rückte die Person ihres Lehrers immer stärker in das Zentrum ihres Glaubens. Ahn Sahng-hong blieb für sie nicht mehr nur der Lehrer und Prophet, seine Anhänger sahen in ihm den verdeckt wiedergekommenen Jesus Christus, der noch einmal in sterblicher Gestalt die Erde besucht hatte, um ein neues Bundeszeichen, das „neubündische Passah“, aufzurichten. Damit wollte (und will) er seine Gemeinde auf das „Dritte Kommen“ in Herrlichkeit vorbereiten. Weitere Sonderlehren, die in großer Distanz zu den ursprünglichen Anschauungen Ahns stehen, kamen in der Folgezeit hinzu.
Innerhalb des ersten Jahrzehnts breitete sich die Gemeinde Gottes fast ausschließlich in Südkorea aus. 1997 begann man mit der Gründung von Auslandsgemeinden, was ein starkes Mitgliederwachstum zur Folge hatte. Verfügte die Gemeinschaft 1988 über rund 10.000 Getaufte, so waren es 1996 100.000 und 2008 bereits eine Million Mitglieder weltweit. Nach eigenen Angaben hatte die Gemeinschaft 2013 in Korea um die 400 und weltweit etwa 2200 Gemeinden mit insgesamt 1,7 Millionen Mitgliedern in über 150 Ländern der Erde. Die ersten europäischen Gemeinden wurden um die Jahrtausendwende gegründet. Deutsche Gemeinden der Religionsgemeinschaft sind unter anderem in Berlin, Hamburg, München und Essen zu finden.
Als führende Persönlichkeiten der Gemeinde Gottes gelten heute Chang, Gil-Jah (auch Zang, Gil-Jah transkribiert) und Kim Joo-Cheol. Chang, Gil-Jah wird als „Himmlische Mutter“, „Mutter Jerusalem“ und seit neuerer Zeit auch als Muttergottheit verehrt. Kim Joo-Cheol ist der „General Pastor“ der Gemeinde Gottes und Verfasser von Lehrbüchern, in denen die Anschauungen der Post-Ahn-Sahng-Hong-Ära fixiert sind.

## Lehre
Der ursprüngliche Ausgangspunkt der Gemeinde Gottes des Weltmissionsvereins ist der Adventismus. Die Heiligung des siebenten Tages, die Dämonisierung der Römisch-katholischen Kirche und ihrer Lehren, sowie in Teilen deren eschatologische Konstruktionen finden sich noch wenigstens im Ansatz im Lehrgebäude des Weltmissionsvereins. Christliche Symbole wie das Kreuz werden als idolatrisch abgelehnt. Ahn Sahng-hong hatte in seinen Schriften Ellen G. White, die prägende Lehrerin der adventistischen Bewegung, durchaus positiv erwähnt, setzte sich aber auch deutlich von ihr ab. So war für ihn nicht die Sabbatheiligung, sondern das bereits erwähnte „neubündische Passahfest“ das entscheidende Kennzeichen und Siegel der Erwählten.
Die heutigen Lehren der Gemeinde Gottes, die sich von herkömmlichen christlichen Lehren deutlich differenzieren, sind in Teilen uneinheitlich. Das wird vor allem an der Stellung deutlich, die Ahn Sahng-hong einnimmt. So gilt der Begründer der Gemeinschaft einerseits als der wiedergekommene Jesus Christus, andererseits als der „Christus Ahnsahnghong“, dann wieder als die Inkarnation des „Heiligen Geistes Ahnsahnghong“ und schließlich als der neue Priesterkönig Melchisedek, „ohne Vater, ohne Mutter [...] ohne Anfang der Tage noch Ende des Lebens, also Inkarnation Gott-Vaters“. Zwischenzeitlich wurde auch ein Wiederkommen Ahn Sahng-hongs in den Jahren 1988, 2000 und 2012 erwartet.

### Gottes- und Menschenverständnis
Unter Gott verstehen die Anhänger der Gemeinde Gottes ein göttliches Ehepaar: Gott-Vater und Gott-Mutter. Sie leiten das unter anderem von dem hebräischen Wort Elohim (von El = Gott) her, welches als Pluralis Majestatis „Gott“ und im einfachen Plural „Götter, Engelwesen“ bedeuten kann. Begründet wird dies mit dem menschlichen Abbild Gottes, welches sich auf der Erde nicht als Vater, Sohn und Heiliger Geist, sondern als Mann und Frau zeigt. Vom Begriff Elohim leitet sich ebenfalls die Selbstbezeichnung der Anhänger des Weltmissionsvereins als „Elohisten“ ab.
Gott-Vater wird als höchstes Wesen verstanden, das sich in „drei Rollen“ offenbart hat. Nach Auffassung der Gemeinde Gottes bedeutet Trinität (Dreifaltigkeit, Dreieinigkeit) nicht, dass Gott ein Gott in drei Personen (Vater, Sohn und Heiliger Geist) ist. Trinität heißt: Gott tritt auf dreifache Weise auf. Man verweist zur Erklärung auf das Hörspiel-Monodrama, bei dem ein Sprecher in jeweils veränderter Stimmlage verschiedene Rollen spielt: „[...] Gott hat zeitweise als Jahwe, mitunter als Christus und zuletzt als Ahnsahnghong seinen sechstausendjährigen Heilsplan ausgeführt.“ Dieser Heilsplan ist entsprechend in drei Epochen unterteilt: Die Jahwe-Gottvater-Periode, die Jesus-Sohn-Periode und die Heilig-Geist-Periode, die mit der Inkarnation des Christus in Ahn Sangh-hong begann.
Der eine Gott in drei Rollen ist mit Gott-Mutter liiert. Inkarnation von Gott-Mutter ist die bereits erwähnte Chang, Gil-Jah. Sie soll bereits von Ahn auf ihre zukünftige Rolle als „Mutter Jerusalem“ vorbereitet worden sein. Ein Foto, das Ahn und sie in der koreanischen Hochzeitstracht zeigt, wird in der Literatur des Weltmissionsvereins gezeigt, obwohl Chang, Gil-Jah wohl nie mit Ahn regulär verheiratet war. Beide sollen jeweils andere Partner und eigene Familien besessen haben.
Der Menschheit besteht in der Lehre des WMSCOG aus gefallenen Engeln, welche ehemals im Himmel wohnten. Jedoch sündigten sie und wurden deshalb auf die Erde gesandt. Zentrales Glaubensziel ist die Wiederherstellung des Ursprungszustands als Engel und eine Rückkehr in den Himmel, wofür die von der Kirche eingesetzten Riten notwendig sind.

### Taufe, Abendmahl, Gebet
Nur die von Mitgliedern der Gemeinde Gottes vollzogene Taufe wird als gültig anerkannt. Sie wird von der Glaubensgemeinschaft als unbedingt heilsnotwendig verstanden und gehört zum Eingangsritual. Bei Zustimmung des Interessenten wird sie sofort vollzogen. Bei der Taufe findet zwar die trinitarische Taufformel Anwendung, mit den Bezeichnungen „Vater, Sohn und Heiliger Geist“ werden aber die Namen Jehovah, Jesus und Ahn Sahng-hong assoziiert.
Zum Eingangsritual gehört auch das von Ahn Sahng-hong eingesetzte „neubündische Passahmahl“, das ebenfalls als heilsnotwendig angesehen wird und in der Gemeinde Gottes an die Stelle des Abendmahls getreten ist. Es soll an die Tradition des jüdischen Passahmahls anknüpfen. Ein weiterer Teil der Aufnahme in die Glaubensgemeinschaft ist der „Eintrag in das Buch des Lebens“, wozu auch persönliche Angaben gehören (Adresse, Telefonnummer, Geburtsdatum).
Gebete der Gemeinde Gottes sind immer an Ahn Sahng-hong adressiert. An die Stelle des christlichen „Vater Unsers“ tritt das in koreanischer Sprache gesprochene „Gebet unserer Hoffnung“.

### Feste
Die traditionellen christlichen Feste werden entschieden abgelehnt. Besonders das Halten des Sonntags, an dessen Stelle bei der Gemeinde Gottes die wöchentliche Schabbat-Feier (Sabbat wird von Sonnenauf- bis Untergang verstanden) getreten ist, und die Feier des Weihnachtsfestes werden im traditionellen Verständnis als dämonisch angesehen. Anstelle der Geburt von Jesus Christus wird Weihnachten als Jahrestag der Sonne umgedeutet. Für Weihnachten sind zwei andere Festtage in den Jahreskalender des Weltmissionsvereins eingefügt worden: die Geburtstage von Ahn Sahng-hong und der Gott-Mutter Chang, Gil-Jah.
Wichtigstes Fest der Gemeinde Gottes ist das Passah. Es knüpft an die jüdische Passahfeier an, wird aber – wie das christliche Abendmahl – nur mit den Elementen Brot und Wein gefeiert. Gelehrt wird, dass diese sakramentale Veranstaltung von Ahn Sahng-hong in seiner Funktion als Melchisedek als „Fest des Neuen Bundes“ eingesetzt worden ist. Die Teilnahme an diesem Fest ist heilsnotwendig.
Weitere Feiern, die allesamt dem jüdischen Festtagskalender entnommen, aber uminterpretiert wurden, sind das Fest der ungesäuerten Brote, das Erntedankfest der Erstlinge und das Wochenfest. Ein Posaunenfest, welches sich auf Levitikus, Kap. 23, 23–25 bezieht, wird als Prophetie auf den Beginn der adventistischen Bewegung um William Miller (1782–1849) gedeutet. Es folgen im Kalender der Gemeinde Gottes der Versöhnungstag und das Laubhüttenfest.

## Praxis
Deutschsprachige Nachrichten über die Glaubenspraxis der Gemeinde Gottes liegen bislang nur in Form von Aussteigerberichten vor.
Mitglieder, die neu getauft wurden, hält man dazu an, bei Straßenmissionseinsätzen zumindest betend anwesend zu sein. Gemeindemitglieder, die Pastoren werden und/oder als Missionare ausgesandt werden wollen, durchlaufen vorher eine vierjährige Ausbildung in Südkorea. Die Aufgabenteilung in der Gemeinde richtet sich u. a. nach dem Wissensstand über die Lehre, den Deutschkenntnissen, nach Alter und Geschlecht. Missionierung geschieht vor allem über Kleingruppen von zwei Mitgliedern, die entweder von Haus zu Haus gehen oder sich an besuchsstarken Orten wie Einkaufszentren, Krankenhäusern und Universitätsgeländen aufhalten. Dazu im Gegensatz zeigen sich bei verschiedenen Aktionen die Gesamtzahl der Gemeindemitglieder, um öffentliche Wirkung zu erhöhen.
Im Gemeindeaufbau spiegeln sich Elemente der koreanischen Lebensweise, wozu auch ein hierarchisches Gemeindeverständnis gehört.
Die Mitglieder betonen die Harmonie innerhalb ihrer Gemeinschaft. Einem neuen Mitglied wird im Zwiegespräch bei jedem Treffen ein weiterer Themenkomplex erklärt. Dazu gehören beispielsweise die Versiegelung (Offb 7,2 ) und das Sabbatgebot. Dem Lernenden werden Belohnung (d. h. ewiges Leben) und Strafe (Hölle, Katastrophen mit vielen Todesopfern, Krieg, …) anhand der Bibel angezeigt. Die Lehre, welche Bibelstellen wichtig sind und wie sie eingesetzt werden, wurde im Wesentlichen durch den Gründer der Religionsgemeinschaft festgelegt. Kanonische Texte, die als „Bücher der Wahrheit“ bezeichnet werden, sind neben der Bibel auch die sechs Bücher Ahn Sahng-hongs.
In Gottesdiensten ist der zeitlich umfassendste Teil die Predigt, die sich immer auf eine Serie von Textpassagen der Bibel bezieht, die dann jeweils meist nicht der Prediger, sondern ein anderer Teilnehmer vorliest. Als zur Predigt geeignet wird nicht die komplette Bibel betrachtet, da Teile für das heutige Zeitalter als nicht mehr aktuell angesehen werden. In Predigt und Ausbildung wird immer ein Thema aus einer bestimmten Themensammlung behandelt und dazu kurze Bibelabschnitte (jeweils ca. 1–20 Verse) zitiert, um die Aussagen der Lehre zu begründen. Bei öffentlichen, etwa halbjährlichen Vortragsveranstaltungen stehen die Gäste, die die Gruppe in der Öffentlichkeit anspricht, im Mittelpunkt, oft zunächst nicht wissend, dass der Rest des Saales mit Gemeindegliedern gefüllt ist. Besonderheiten des Gottesdiensts sind neben einer geschlechtsgetrennten Sitzordnung auch die Empfehlung einer formellen Kleidung für den Besuch sowie das Tragen einer Kopfbedeckung für Frauen während des Gebets.
Zusammenhalt und Identifikation der Gemeindemitglieder soll im gemeinschaftlichen „We-love-you“-Ruf sowie der Ansprache der anderen Mitglieder mit „Bruder“ bzw. „Schwester“ erreicht werden. Besucht man auf Einladung die Gruppe, bitten die Mitglieder höflich, aber sehr ausdauernd, sich taufen zu lassen und ein spezielles Aufnahme-Passah zu feiern. Daneben wird eine soziale Stiftung geführt, welche Freiwilligenaktionen organisiert. Von dieser werden unter anderem Kampagnen gestaltet. Dazu gehören: „Save World“, „the New Life Concert“ und Walkathons mit jeweils unterschiedlichen Spezialinteressen, wie Umweltschutz, Kranken- oder Armenfürsorge. Unterstützt wird die Verbreitung der Lehre durch den eigenen Fernsehsender und Videoplattform WATV („Witness of Ahnsahnghong TeleVision“).
Eine Zusammenfassung zur Gemeinde Gottes (Spanisch mit englischen Untertiteln) lieferte der Fernsehsender Andina de Televisión (ATV) Peru innerhalb einer Magazinsendung Anfang 2012. Eine umfassende kritische Übersicht liefert der Bericht einer Aussteigerin vom März 2012.

## Kontroversen
In einem WDR-Beitrag von 2007 wird die Kirchengemeinde Gottes als Beispiel von neuen religiösen Phänomenen im Bereich NRW aufgeführt. Insbesondere die Ähnlichkeit zur Vereinigungskirche wird festgestellt: „Sie muss Jesus’ Aufgabe zu Ende bringen und alle Menschen im Glauben vereinen“. Besonderes Merkmal der Kirchengemeinde Gottes ist demnach, dass sie im Raum Essen „neuerdings auch Jugendliche missionieren“. Bei ihrer Missionstätigkeit versuchen die Missionare zunächst den Eindruck zu erwecken, dass sie nicht zu einer neueren christlichen Gemeinschaft gehören, sondern zu einer bereits in der Stadt etablierten. Auch nach Nachfrage soll dies beim ersten Kontakt beibehalten werden. Insbesondere die schnelle Aufnahme in die Gemeinschaft – mitunter schon die Taufe am ersten Tag – wird von der Sekten-Info NRW kritisiert, weil dadurch an die neuen Mitglieder hohe Erwartungen gerichtet werden, unter anderem eine Missionarsausbildung in Korea. Darüber hinaus gibt es aus Nordrhein-Westfalen wiederholt Berichte über vor allem junge Menschen, die sich von Missionaren der Kirchengemeinde Gottes „massiv bedrängt“ fühlten. Vorwürfe dieser Art werden in offiziellen Stellungnahmen der GGdW zurückgewiesen.
Die Evangelische Zentralstelle für Weltanschauungsfragen stellt fest, dass Ahn Sahng-hong die christlichen Lehren in „fundamentaler Weise“ verfremdete. Kritisch wird insbesondere die Gotteslehre und die Vorstellung gesehen, dass Christus in Ahn Sahng-hong wiedergekommen sei.
Wiederholte Konflikte entstehen auch durch die stete Missionierung in bestehende christliche Gemeinschaften hinein und deren Widerstand dagegen sowie wegen ungewollter Missionsversuche im öffentlichen Raum, wie z. B. auf dem Campus von Universitäten.

## Belege
1. ↑  Der deutsche und der englische Name sind wörtliche Übersetzungen aus dem Koreanischen.
2. ↑  Korean Romanization Converter – Result. In: PUSAN.ac.kr. Pusan National University, 2001, abgerufen am 1. Dezember 2023 (englisch): „Academic applications – ①“
3. ↑  David W. Kim, Won-il Bang: Guwonpa, WMSCOG, and Shincheonji: Three Dynamic Grassroots Groups in Contemporary Korean Christian NRM History. In: Religions, 19. März 2019. S. 5 und 6. E-ISSN 20771444. Abgerufen am 2. Juni 2020.
4. ↑  Matthias Pöhlmann, Christine Jahn im Auftrag der Kirchenleitung der VELKD: Handbuch Weltanschauungen, religiöse Gemeinschaften, Freikirchen. Gütersloher Verlagshaus / VELKD: Gütersloh 2015. ISBN 978-3-579-08224-0. S. 436f (Artikel Gemeinde Gottes des Weltmissionsvereins)
5. ↑  Zum Beispiel Gemeinde Gottes (Anderson), Gemeinde Gottes des siebenten Tages, Gemeinde Gottes (Wiederherstellung) etc.
6. ↑  Chang Kim: Towards an understanding of Korean Protestantism: The formation of Christian-oriented sects, cults, and anti-cult movements in contemporary Korea. ProQuest Dissertations Publishing: CALGARY 2008. ISBN 978-0-494-38219-6, S. 207–213.
7. ↑  Ro Kil-myung: New Religions and Social Change in Modern Korea History. THE REVIEW OF KOREAN STUDIES Vol. 5 (1), 2002. S. 54.
8. ↑  Thomas Gandow: Weltmissionsgemeinschaft der Church of God (WMS) - Elohisten. In: Berliner Dialog Nr. 30/2010 (Themenheft: Versiegelt und entrückt). S. 10f
9. ↑  Ji Il Tark: Christian New Religious Movements in Korea. University and Mission 12, 2007. S. 155–157.
10. ↑  Ji Il Tark: Christian New Religious Movements in Korea. University and Mission 12, 2007. S. 155–157.
11. ↑  Sekten-Info NRW.de: Darstellung der Gemeinde Gottes des Weltmissionsvereins (WMS); eingesehen am 11. Dezember 2019
12. ↑  Thomas Gandow: Weltmissionsgemeinschaft der Church of God (WMS) - Elohisten. In: Berliner Dialog Nr. 30/2010 (Themenheft: Versiegelt und entrückt). S. 11
13. ↑  David W. Kim, Won-il Bang, Guwonpa, WMSCOG, and Shincheonji: Three Dynamic Grassroots Groups in Contemporary Korean Christian NRM History. Religions 10/3, 2019. E-ISSN 20771444. S. 11.
14. ↑  Zitiert nach  Thomas Gandow: Weltmissionsgemeinschaft der Church of God (WMS) - Elohisten. In: Berliner Dialog Nr. 30/2010 (Themenheft: Versiegelt und entrückt). S. 11, Sp. III
15. ↑  David W. Kim, Won-il Bang, Guwonpa, WMSCOG, and Shincheonji: Three Dynamic Grassroots Groups in Contemporary Korean Christian NRM History. Religions 10/3, 2019. E-ISSN 20771444. S. 11.
16. ↑  Thomas Gandow: Weltmissionsgemeinschaft der Church of God (WMS) – Elohisten. In: Berliner Dialog Nr. 30/2010 (Themenheft: Versiegelt und entrückt). S. 11, Sp. III
17. ↑  Thomas Gandow: Weltmissionsgemeinschaft der Church of God (WMS) - Elohisten. In: Berliner Dialog Nr. 30/2010 (Themenheft: Versiegelt und entrückt). S. 12, Sp. I
18. ↑  Thomas Gandow: Weltmissionsgemeinschaft der Church of God (WMS) - Elohisten. In: Berliner Dialog Nr. 30/2010 (Themenheft: Versiegelt und entrückt). S. 11, Sp. I+II
19. ↑  David W. Kim, Won-il Bang, Guwonpa, WMSCOG, and Shincheonji: Three Dynamic Grassroots Groups in Contemporary Korean Christian NRM History. Religions 10/3, 2019. E-ISSN 20771444. S. 11.
20. ↑  Matthias Pöhlmann, Christine Jahn im Auftrag der Kirchenleitung der VELKD: Handbuch Weltanschauungen, religiöse Gemeinschaften, Freikirchen. Gütersloher Verlagshaus / VELKD: Gütersloh 2015. S. 437
21. ↑  Thomas Gandow: Weltmissionsgemeinschaft der Church of God (WMS) - Elohisten. In: Berliner Dialog Nr. 30/2010 (Themenheft: Versiegelt und entrückt). S. 13, Sp I
22. ↑  Thomas Gandow: Weltmissionsgemeinschaft der Church of God (WMS) - Elohisten. In: Berliner Dialog Nr. 30/2010 (Themenheft: Versiegelt und entrückt). S. 13, Sp I
23. ↑  Matthias Pöhlmann, Christine Jahn im Auftrag der Kirchenleitung der VELKD: Handbuch Weltanschauungen, religiöse Gemeinschaften, Freikirchen. Gütersloher Verlagshaus / VELKD: Gütersloh 2015. S. 437
24. ↑  Anonym, Christoph Grotepass: Gemeinde Gottes des Weltmissionsvereins. Erfahrungsbericht und kurze Darstellung der Gemeinschaft; eingesehen am 12. Dezember 2019
25. ↑  David W. Kim, Won-il Bang, Guwonpa, WMSCOG, and Shincheonji: Three Dynamic Grassroots Groups in Contemporary Korean Christian NRM History. Religions 10/3, 2019. E-ISSN 20771444. S. 13.
26. ↑  Thomas Gandow: Weltmissionsgemeinschaft der Church of God (WMS) - Elohisten. In: Berliner Dialog Nr. 30/2010 (Themenheft: Versiegelt und entrückt). S. 12, Sp I und II
27. ↑  Thomas Gandow: Weltmissionsgemeinschaft der Church of God (WMS) - Elohisten. In: Berliner Dialog Nr. 30/2010 (Themenheft: Versiegelt und entrückt). S. 12, Sp II
28. ↑  Anonym & Christoph Grotepass: Gemeinde Gottes des Weltmissionsvereins: Erfahrungsbericht und kurze Darstellung der Gemeinschaft. In: Sekten-Info Nordrhein-Westfalen e.V. 15. März 2013, abgerufen am 4. Juni 2020. Bericht einer Aussteigerin
29. ↑  David W. Kim, Won-il Bang, Guwonpa, WMSCOG, and Shincheonji: Three Dynamic Grassroots Groups in Contemporary Korean Christian NRM History. Religions 10/3, 2019. E-ISSN 20771444. S. 11.
30. ↑  David W. Kim, Won-il Bang, Guwonpa, WMSCOG, and Shincheonji: Three Dynamic Grassroots Groups in Contemporary Korean Christian NRM History. Religions 10/3, 2019. E-ISSN 20771444. S. 11.
31. 1 2 3  Anonym & Grotepass C: Gemeinde Gottes des Weltmissionsvereins: Erfahrungsbericht und kurze Darstellung der Gemeinschaft. In: Der Westen. März 2012, abgerufen am 18. April 2019. Bericht einer Aussteigerin
32. ↑  David W. Kim, Won-il Bang, Guwonpa, WMSCOG, and Shincheonji: Three Dynamic Grassroots Groups in Contemporary Korean Christian NRM History. Religions 10/3, 2019. E-ISSN 20771444. S. 13.
33. ↑  Lehre der Gemeinde Gottes zur: Taufe (Memento des Originals vom 8. Oktober 2010 im Internet Archive)  Info: Der Archivlink wurde automatisch eingesetzt und noch nicht geprüft. Bitte prüfe Original- und Archivlink gemäß Anleitung und entferne dann diesen Hinweis.. Abgerufen am 7. März 2012.
34. ↑  Lehre der Gemeinde Gottes zur: Vergebung (Memento des Originals vom 3. November 2010 im Internet Archive)  Info: Der Archivlink wurde automatisch eingesetzt und noch nicht geprüft. Bitte prüfe Original- und Archivlink gemäß Anleitung und entferne dann diesen Hinweis.. Abgerufen am 7. März 2012.
35. ↑  David W. Kim, Won-il Bang, Guwonpa, WMSCOG, and Shincheonji: Three Dynamic Grassroots Groups in Contemporary Korean Christian NRM History. Religions 10/3, 2019. E-ISSN 20771444. S. 14, 15.
36. ↑  Fernsehbeitrag zur Gemeinde Gottes in Peru: Polémica Doctrina. Primera Noticia -Fin de Semana-. Sender: Andina de Televisión (ATV) Peru, 22. Januar 2012 (spanisch mit englischen Untertiteln). Abgerufen am 7. März 2012.
37. 1 2  Kretz-Mangold M: "Calvary Chapel" und "Christenzentrum" - Vielfalt am Rande: Im Supermarkt der Religionen (Memento vom 17. August 2012 im Internet Archive). In: WDR, 28. September 2007. Web-Artikel mit Zitaten mehrerer Sektenberater aus NRW . Abgerufen am 18. April 2019.
38. ↑  Gemeinden Gottes (Memento des Originals vom 5. Februar 2016 im Internet Archive)  Info: Der Archivlink wurde automatisch eingesetzt und noch nicht geprüft. Bitte prüfe Original- und Archivlink gemäß Anleitung und entferne dann diesen Hinweis. auf Evangelische Zentralstelle für Weltanschauungsfragen, aufgerufen am 31. März 2014.
39. ↑  Paul Fletcher: Church can't stop man from posting discovery. Virginia Lawyers Weekly, Minneapolis 30. Juni 2012.
40. ↑  Jolly Bradley: Doomsday cult travels 5,000 miles to 'bombard UK students with calls and text. Members of World Mission Society Church of God (WMSCOG) approached students at Kingston University in south-west London. Daily Mirror, London 11. August 2019.
41. ↑  Sarah Bedford: Student stands up for religion when questioned by others Hang on for a minute. The Beacon, Pennsylvania 10. Oktober 2016.
42. ↑  World Mission Society Church of God: East Coast 'Good Samaritan Movement' Kicks Off in New York City. India Retail News, New Delhi 27. Januar 2012.
43. ↑  Nia Tariq: College women recall being approached by a cult-like church. Commonwealth Times, Virginia 19. Februar 2018.